# One More Once
One More Once è un album in studio del pianista dominicano Michel Camilo, pubblicato nel 1994.

## Tracce
1. One More Once – 7:18
2. Why Not! – 7:07
3. The Resolution – 5:11
4. Suite Sandrine, Pt. 3 – 19:50
5. Dreamlight – 11:12
6. Just Kiddin – 3:25
7. Caribe – 6:41
8. Suntan – 3:25
9. On the Other Hand – 7:46
10. Not Yet – 4:24